# 谷塚站
谷塚站（日语：／ Yatsuka eki */?）位於日本埼玉縣草加市谷塚一丁目，是東武鐵道伊勢崎線的鐵路車站。位於「東武晴空塔線」的愛稱路段。車站編號是TS 15。

## 歷史
- 1925年（大正14年）10月1日：開業。
- 1987年（昭和62年）：2面3線化。
- 1988年（昭和63年）8月9日：高架化工程完工。改為1面4線。
- 1993年（平成5年）7月23日：電扶梯啟用。
- 1994年（平成6年）12月19日：電梯啟用。
- 2012年（平成24年）3月17日：導入車站編號TS 15[2]。

## 車站結構

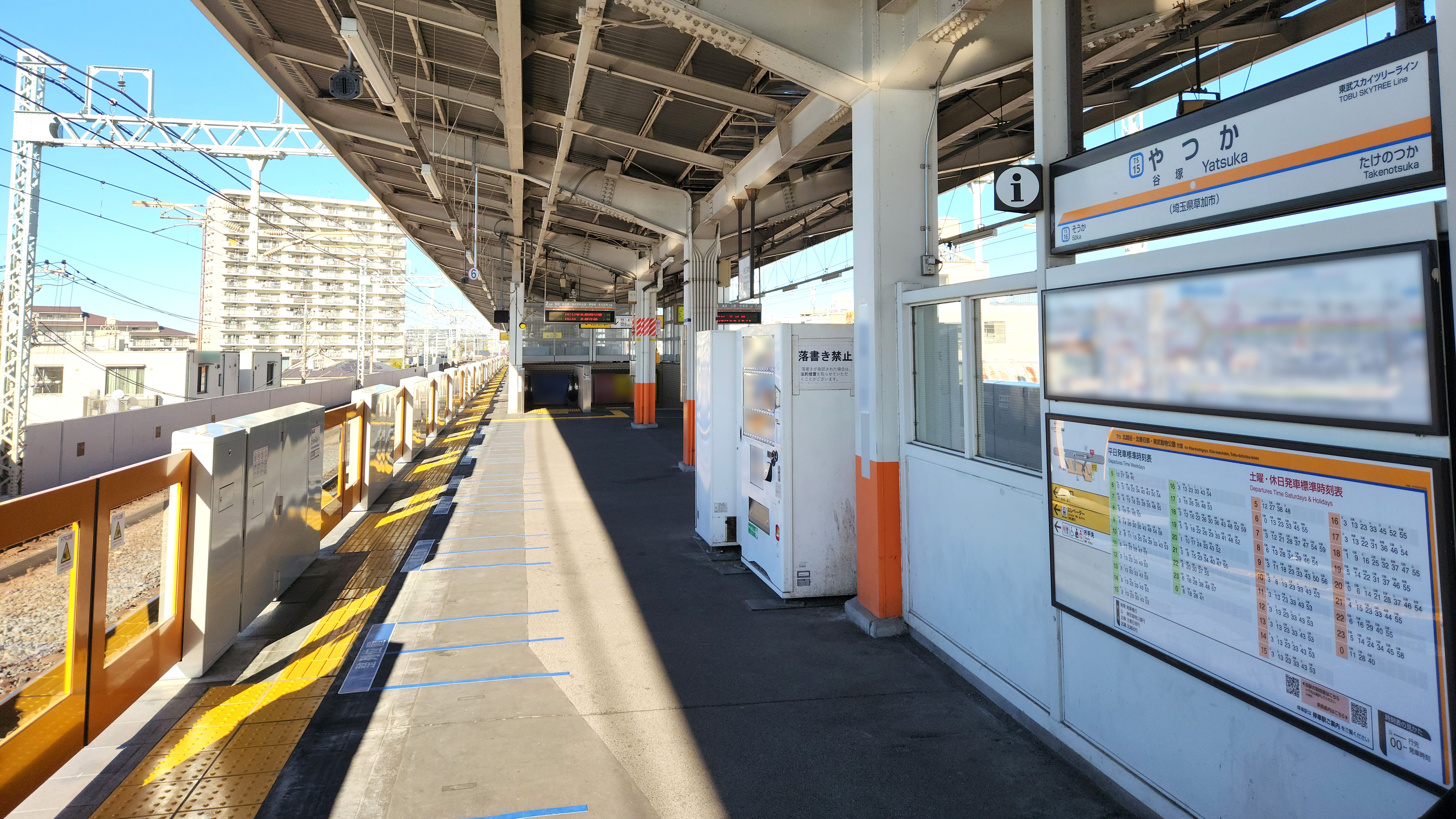
月台（2023年11月）

島式月台1面2線高架車站。月台設於緩行線。月台在地面時代是本線位於中央的2面4線構造。高架複複線化工程中的1987年左右，月台則改為上下共用中線的2面3線構造。
廁所在1樓付費區內，2008年設置多功能廁所。付費區內設有一座電梯、兩座電扶梯。
剪票口外與高架下是商店空間「FINE谷塚」。

### 月台配置
| 月台 | 路線         | 方向 | 目的地                                                   |
| ---- | ------------ | ---- | -------------------------------------------------------- |
| 1    | 東武晴空塔線 | 上行 | 西新井、北千住、東京晴空塔、淺草、 日比谷線 中目黑方向   |
| 2    | 東武晴空塔線 | 下行 | 草加、北越谷、北春日部、東武動物公園、 日光線 南栗橋方向 |

## 使用情況
2017年度1日平均上下車人次為38,327人。
近年1日平均上下、上車人次的推移如下表。
| 年度               | 1日平均 上下車人次 | 1日平均 上車人次 | 來源     |
| ------------------ | ------------------ | ---------------- | -------- |
| 1960年（昭和35年） | 6,661              |                  |          |
| 1965年（昭和40年） | 20,958             |                  |          |
| 1970年（昭和45年） | 21,919             |                  |          |
| 1975年（昭和50年） | 25,530             |                  |          |
| 1980年（昭和55年） | 26,517             |                  |          |
| 1985年（昭和60年） | 26,255             |                  |          |
| 1989年（平成元年） | 28,415             | 14,614           |          |
| 1990年（平成02年） | 30,888             |                  |          |
| 1993年（平成05年） | 32,780             | 17,026           |          |
| 1998年（平成10年） | 33,947             | 17,660           |          |
| 1999年（平成11年） | 33,764             | 17,586           | [ * 1 ]  |
| 2000年（平成12年） | 33,878             | 17,624           | [ * 2 ]  |
| 2001年（平成13年） | 34,762             | 17,439           | [ * 3 ]  |
| 2002年（平成14年） | 34,487             | 17,271           | [ * 4 ]  |
| 2003年（平成15年） | 34,692             | 17,370           | [ * 5 ]  |
| 2004年（平成16年） | 34,951             | 17,506           | [ * 6 ]  |
| 2005年（平成17年） | 34,791             | 17,413           | [ * 7 ]  |
| 2006年（平成18年） | 35,353             | 17,713           | [ * 8 ]  |
| 2007年（平成19年） | 36,578             | 18,399           | [ * 9 ]  |
| 2008年（平成20年） | 36,469             | 18,301           | [ * 10 ] |
| 2009年（平成21年） | 35,982             | 18,075           | [ * 11 ] |
| 2010年（平成22年） | 35,625             | 17,878           | [ * 12 ] |
| 2011年（平成23年） | 35,120             | 17,669           | [ * 13 ] |
| 2012年（平成24年） | 35,818             | 17,983           | [ * 14 ] |
| 2013年（平成25年） | 36,561             | 18,359           | [ * 15 ] |
| 2014年（平成26年） | 36,502             | 18,324           | [ * 16 ] |
| 2015年（平成27年） | 37,351             | 18,809           | [ * 17 ] |
| 2016年（平成28年） | 37,599             | 18,901           |          |
| 2017年（平成29年） | 38,327             |                  |          |

## 車站周邊

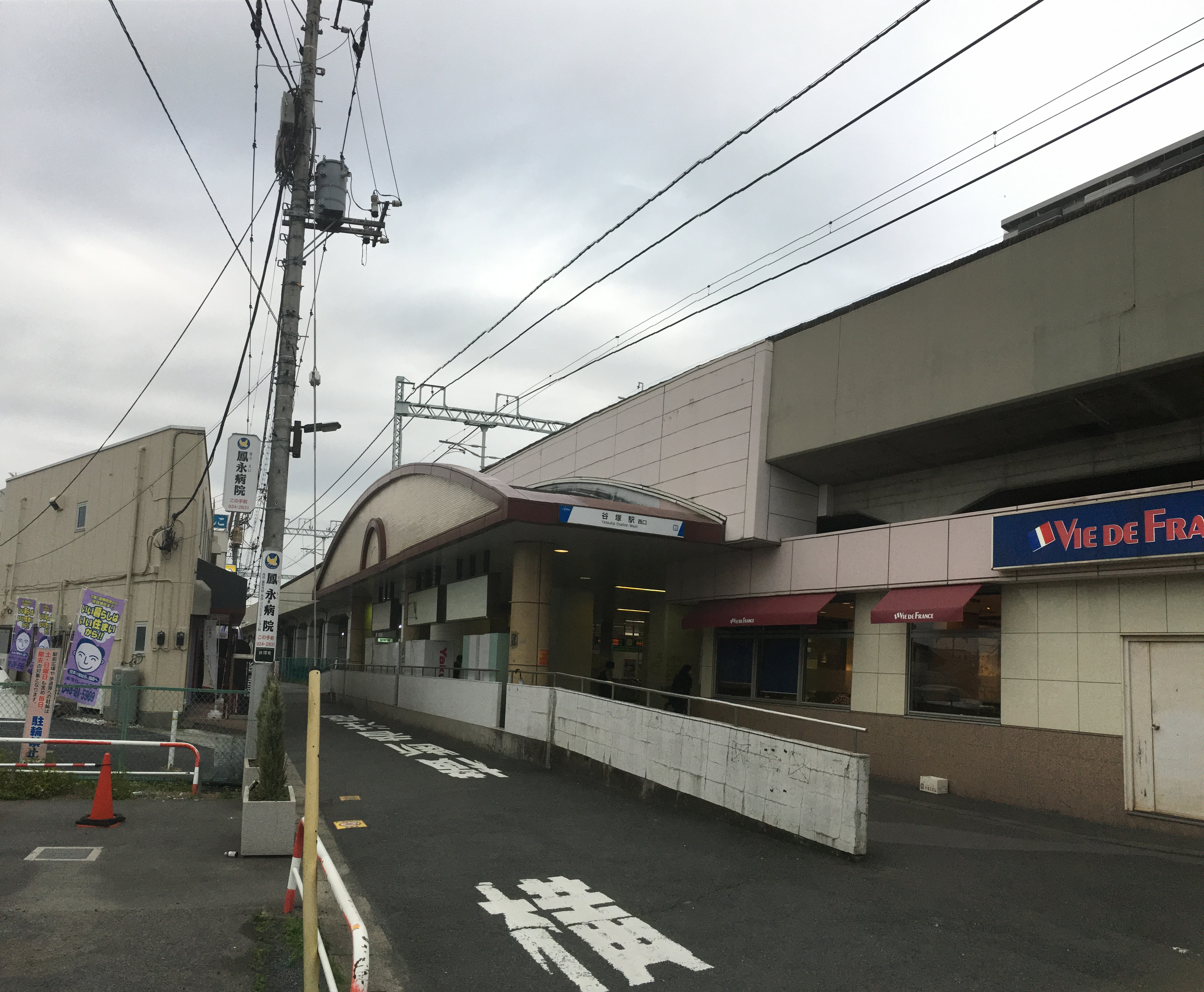
西口（2020年10月）

### 東口
- 草加警察署（日语：草加警察署）谷塚站前交番
- 草加有澤拳擊館（日语：草加有沢ボクシングジム）
- 谷塚Corina（日语：谷塚コリーナ）
  - 稻毛屋（日语：いなげや）草加谷塚店
  - 大創百貨
  - 松本清
  - YOMUYOMU（日语：リブロ）草加谷塚站前店
  - DOCOMO SHOP谷塚店
- 谷塚郵便局
- 東日本銀行（日语：東日本銀行）草加支店
- 城北信用金庫（日语：城北信用金庫）谷塚支店
- 稻毛屋草加瀨崎店
- Medical Topia草加醫院
- 鳳永醫院
- TBS房屋（日语：TBSハウジング）草加会場
- 日光街道（埼玉縣道49號足立越谷線（日语：東京都道・埼玉県道49号足立越谷線）、舊國道4號）
- 谷塚齋場
- Welcia草加瀨崎店
- 谷塚站東口共同停車場

### 西口
- 谷塚西口商店街
- 草加谷塚西郵便局
- Welcia谷塚店
- 草加市役所谷塚服務中心
- 東武store（日语：東武ストア）草加谷塚店
- 谷塚小學校
- 谷塚文化中心
- 國道4號線

## 路線巴士
| 乘車處 | 乘車處 | 系統       | 主要行經地                         | 目的地           | 運行業者                        | 備註                     |
| ------ | ------ | ---------- | ---------------------------------- | ---------------- | ------------------------------- | ------------------------ |
| 谷塚站 | 1      | 谷01、竹14 | 谷塚齋場、山王、草加紀念體育館     | 花畑桑袋團地     | 東武巴士中央                    |                          |
| 谷塚站 | 2      | 竹14       | 足立清掃工場、竹之塚站東口         | 西新井站東口     | 東武巴士中央                    | 1日2～3班                |
| 谷塚站 | 2      | 竹14       | 足立清掃工場                       | 竹之塚站東口     | 東武巴士中央                    |                          |
| 谷塚站 | 2      | 草加17     | 山王通、手代町南                   | 草加站東口       | 東武巴士中央                    |                          |
| 谷塚站 | 3      | S-1        | 接觸之里、新里文化中心、島忠HOME'S | 見沼代親水公園站 | 草加市社區巴士 パリポリくんバス | 往草加市立醫院的班次不停 |

- 籌車處在站前東口圓環。
- 草加市社區巴士「パリポリくんバス」由東武巴士中央運行。

## 相鄰車站
東武鐵道
 東武晴空塔線
■急行、■區間急行、■準急、■區間準急
通過
■普通
竹之塚（TS 14）－谷塚（TS 15）－草加（TS 16）

## 外部連結
- 谷塚（車站資訊） - 東武鐵道